# Притицький Сергій Осипович
Сергій Осипович Притицький (біл. Сяргей Восіпавіч Прытыцкі, 19 січня (1 лютого) 1913, село Гаркавічі, Сокальський повіт, Гродненська губернія, Російська імперія — 13 червня 1971, Мінськ, Білоруська РСР, СРСР) — радянський та білоруський державний і партійний діяч. Голова Президії Верховної Ради БРСР (1968–1971). Депутат Верховної Ради СРСР 1—8-го скликань. Член ЦК КПРС у 1961—1971 роках.

## Життєпис
Народився 19 січня (1 лютого) 1913 в селі Гаркавічі Сокальського повіту Гродненської губернії. З селянської родини, з 12 років наймитував.
З 1931 року — на підпільній комсомольській роботі в Західній Білорусі: з серпня 1931 по грудень 1932 року — секретар Кринківського районного комітету ЛКСМ Західної Білорусі, з грудня 1932 по травень 1933 року — секретар Гродненського окружного комітету ЛКСМ Західної Білорусі.
Член Комуністичної партії Західної Білорусі з 1932 року.
З травня по жовтень 1933 року перебував у в'язниці. У 1933 — квітні 1935 року — слухач Партійної школи Комуністичної партії Західної Білорусі. У квітні 1935 — січні 1936 року — секретар Слонімського окружного комітету ЛКСМ Західної Білорусі.
27 січня 1936 року арештований владою Польщі, засуджений до страти, заміненої довічним ув'язненням. 1 вересня 1939 року втік із в'язниці.
У листопаді 1939 — 1941 року — заступник голови виконавчого комітету Білостоцької обласної ради депутатів трудящих.
Член ВКП(б) з 1941 року.
У роки німецько-радянської війни — на політичній роботі в Радянській Армії. У 1941 році — інструктор Політичного управління Західного фронту, з 1941 по січень 1942 року — слухач Курсів удосконалення командного складу РСЧА. З 20 січня 1942 по 1944 рік — 2-й секретар ЦК ЛКСМ Білорусі. У жовтні 1942 — березні 1944 року — помічник начальника штабу Білоруського партизанського руху із комсомолу. З березня 1944 по травень 1945 року — заступник начальника, начальник Польського штабу партизанського руху.
У 1945—1948 роках — слухач Вищої партійної школи при ЦК ВКП(б).
23 серпня — 13 грудня 1948 року — 2-й секретар Гродненського обласного комітету КП(б) Білорусі.
13 грудня 1948 — листопад 1951 року — 1-й секретар Гродненського обласного комітету КП(б) Білорусі.
30 жовтня 1951 — серпень 1953 року — заступник завідувача відділу партійних, профспілкових і комсомольських органів ЦК КП(б) (КП) Білорусі.
У серпні 1953 — січні 1954 року — 1-й секретар Барановицького обласного комітету КП Білорусії.
У січні 1954 — лютому 1960 року — 1-й секретар Молодечненського обласного комітету КП Білорусі.
У лютому 1960 — січні 1963 року — 1-й секретар Мінського обласного комітету КП Білорусі.
18 грудня 1962 — 24 грудня 1965 року — голова Комітету партійно-державного контролю ЦК КП Білорусії і Ради міністрів Білоруської РСР.
Одночасно 18 грудня 1962 — 23 січня 1968 року — секретар ЦК КП Білорусі.
Одночасно 18 грудня 1962 — грудень 1965 року — заступник голови Ради міністрів Білоруської РСР.
З 22 січня 1968 по 13 червня 1971 року — голова Президії Верховної ради Білоруської РСР; заступник голови Президії Верховної Ради СРСР (1968–1971). На 22–24-м з'їздах КПРС обирався членом ЦК. Був членом Бюро ЦК КПБ.

## Нагороди
- чотири ордени Леніна (1.01.1949, 18.01.1958, 16.02.1963,)
- два ордени Червоного Прапора (8.10.1943, 28.06.1945)
- медалі

## Пам'ять
На честь Сергія Притицького названо вулицю в Мінську.